# 30ª Mostra internazionale d'arte cinematografica di Venezia
La 30ª edizione della Mostra internazionale d'arte cinematografica di Venezia si è svolta a Venezia, Italia, dal 23 agosto al 5 settembre del 1969, sotto la direzione di Ernesto G. Laura.
In questa edizione i premi per tutte le sezioni furono aboliti. La direzione della Mostra assegnò uno speciale Leone d'oro per il complesso della carriera a Luis Buñuel, che venne a ritirarlo di persona.
Evento di questa edizione fu la presentazione di Fellini Satyricon; era dal 1955, con Il bidone, che il regista riminese non presentava un film a Venezia. I biglietti furono esauriti con largo anticipo, la direzione decise allora la ripetizione del film subito dopo la prima proiezione serale.

## Sezioni

### Film invitati
- Benito Cereno, regia di Serge Roullet (1968)
- Cardillac, regia di Edgar Reitz (1969)
- Cest a sláva, regia di Hynek Bocan (1968)
- Children's games, regia di Walter Welebit (1969)
- Del amor y otras soledades, regia di Basilio Martín Patino (1969)
- Dnevnje zvëzdy, regia di Igor Talankin (1969)
- Dogadjaj, regia di Vatroslav Mimica (1969)
- Fadern, regia di Alf Sjöberg (1969)
- Fellini Satyricon, regia di Federico Fellini (1969)
- Il genio, regia di Štefan Uher (1969)
- La fiancée du pirate, regia di Nelly Kaplan (1969)
- La primera carga al machete, regia di Manuel Octavio Gómez (1969)
- Os Herdeiros, regia di Carlos Diegues
- Paulina s'en va, regia di André Téchiné
- Porcile, regia di Pier Paolo Pasolini (1968)
- Prologo, regia di Robin Spry (1969)
- Il ragazzo, regia di Nagisa Ōshima (1969)
- Sierra Maestra, regia di Ansano Giannarelli (1969)
- Scirocco d'inverno, regia di Miklós Jancsó (1969)
- Sotto il segno dello scorpione, regia di Paolo e Vittorio Taviani (1969)
- Syuzhet dlya nebolshogo rasskaza, regia di Sergei Iosifovič Yutkevich (1969)
- Ternos caçadores, regia di Ruy Guerra (1969)
- Tiltott terület, regia di Pál Gábor (1969)
- Two gentlemen sharing, regia di Ted Kotcheff (1969)
- Yawar mallku, regia di Jorge Sanjinés (1969)
- Zaseda, regia di Živojin Pavlović (1969)

### Informativa
- La coppia, regia di Enzo Siciliano (1969)

## Premio
Omaggio per il complesso dell'opera a Luis Buñuel